# Pomeni imen asteroidov: 501–1000
Pregled pomenov imen asteroidov (malih planetov) od številke 501 do 1000. Pregled je preverjen z Schmadelovim Slovarjem imen malih planetov (Dictionary of Minor Planet Names) in njegovim predhodnikom Imena malih planetov  (The Names of the Minor Planets), ki ga je pripravil Paul Herget (označeno s [H]).
| Ime                | Začasna oznaka | Izvor imena |
| 501–600            | 501–600        | 501–600 |
| ------------------ | -------------- | --- |
| 501 Urhixidur      | 1903 LB        | oseba v romanu Auch Einer nemškega pisatelja Friedricha Theodorja Vischerja (1807 - 1887), [H] |
| 502 Sigune         | 1903 LC        | oseba iz epske pesnitve Titurel Wolframa von Eschenbacha (okoli 1170 – okoli 1220) [H] |
| 503 Evelyn         | 1903 LF        | Evelyn Smith Dugan, odkriteljeva mati [H] |
| 504 Cora           | 1902 LK        | Kora, žena enega izmed štirih sinov Pirua Wiracocha, boga stvarnika v inkovski mitologiji [H] |
| 505 Cava           | 1902 LL        | Cava, oseba v inkovski mitologiji [H] |
| 506 Marion         | 1903 LN        | Marion Orcutt, odkriteljev bratranec [H] |
| 507 Laodica        | 1903 LO        | Laodica, hčerka Priama in Hekube [H] |
| 508 Princetonija   | 1903 LQ        | Univerza Princeton [H] |
| 509 Iolanda        | 1903 LR        | ([H] nima pojasnila) |
| 510 Mabella        | 1903 LT        | Mabel Loomis Todd, hčerka ameriškega astronoma in matematika Eliasa Loomisa, žena ameriškega astronoma Davida Todda] [H] |
| 511 Davida         | 1903 LU        | David Peck Todd, ameriški astronom [H] |
| 512 Taurinensis    | 1903 LV        | Taurinum, staro ime za Torino, Italija [H] |
| 513 Centesima      | 1903 LY        | odkriteljev 100-ti odkriti asteroid [H] |
| 514 Armida         | 1903 MB        | vloga v operi Armida (Gluck) Willibalda Glucka [H] |
| 515 Athalia        | 1903 ME        | Athalia, kraljica Judov v bibliji [H] |
| 516 Amherstia      | 1903 MG        | Amherst College, alma mater odkritelja [H] |
| 517 Edith          | 1903 MH        | Edith Dugan Eveleth, odkriteljeva sestra [H] |
| 518 Halawe         | 1903 MO        | halva, vrsta arabske slaščice, ki jo je imel odkritelj zelo rad [H] |
| 519 Sylvania       | 1903 MP        | gozdovi, skozi katere je kot majhen deček hodil odkritelj [H] |
| 520 Franziska      | 1903 MV        | ([H] nima pojasnila) |
| 521 Brixia         | 1904 NB        | latinsko ime za mesto Brescia, Italija, rojstni kraj človeka, ki je določil tirnico, Emilio Bianchi [H] |
| 522 Helga          | 1904 NC        | ([H] samo navaja "Imenoval ga je Lt. Th. Lassen, človek, ki je izračunal tirnico";) |
| 523 Ada            | 1904 ND        | Ada Helme, šolska prijateljica in soseda odkritelja [H] |
| 524 Fidelio        | 1904 NN        | psevdonim Leonore v operi Fidelio Beethovna [H] |
| 525 Adelaide       | 1908 EKa       | kraljica Adelaida, spremnljevalka kralja Williama IV. ([H] ne navaja ničesar) To ime je najprej uvedel Max Wolf asteroid so pozneje izgubili, ko so našli asteroid, ki je bil isto telo so ga imenovali 1171 Rustawhelia; pozneje so ugotovili, da je to že prej odkriti asteroid in je novi odkritelj J. H. Metcalf uporabljal staro ime                                               |
| 526 Jena           | 1904 NQ        | mesto Jena, Nemčija, ob srečanju Astronomske družbe (Astronomische Gesellschaft) v letu 1905 [H] |
| 527 Euryanthe      | 1904 NR        | vloga v operi Euryanthe Carla Marie von Weber [H] |
| 528 Rezia          | 1904 NS        | vloga v operi Oberon Carla Marie von Weber [H] |
| 529 Preziosa       | 1904 NT        | oseba v kratki zgodbi La Gitanilla Cervantesa' |
| 530 Turandot       | 1904 NV        | vloga v operi Turandot Giacoma Puccinija [H] |
| 531 Zerlina        | 1904 NW        | vloga v operi Don Giovanni Wolfganga Amadeusa Mozarta [H] |
| 532 Herculina      | 1904 NY        | ([H] pravi samo "imenoval ga je Elia Millosevich iz Observatorija Collegio Romano" |
| 533 Sara           | 1904 NZ        | prijatelj odkritelja [H] |
| 534 Nassovia       | 1904 OA        | latinsko ime za Nassau Hall, najstarejšo stavbo na Univerzi Princeton [H] |
| 535 Montague       | 1904 OC        | Montague, Massachusetts, rojstni kraj odkritelja [H] |
| 536 Merapi         | 1904 OF        | Mount Merapi, Sumatra, kraj večjega števila ekspedicij za opazovanje sončevega mrka 17. maja 1901 [H] |
| 537 Pauly          | 1904 OG        | Max Pauly, nemški poslovnež v tovarni sladkorja im amaterski optik, ki ga je Ernst Abbe (nemški fizik) nastavil kot vodjo novo ustanovljenega oddelka za astronomijo pri firmi Zeiss, da bi oblikoval in proizvajal leče za teleskope [H] |
| 538 Friederike     | 1904 OK        | prijateljica odkritelja [H] |
| 539 Pamina         | 1904 OL        | vloga v operi Čarobna piščal Wolfganga Amadeusa Mozarta [H] |
| 540 Rosamunde      | 1904 ON        | vloga v operi Rozamunda Franza Schuberta [H] |
| 541 Deborah        | 1904 OO        | Deborah, biblijska prerokinja [H] |
| 542 Susanna        | 1904 OQ        | prijateljica odkritelja [H] |
| 543 Charlotte      | 1904 OT        | prijateljica odkritelja [H] |
| 544 Jetta          | 1904 OU        | Jetta, legendarna oseba iz Heidelberga [H] |
| 545 Messalina      | 1904 OY        | Messalina, rimska vladarica [H] |
| 546 Herodias       | 1904 PA        | Herodias, biblijska princesa, soproga Heroda Antipasa [H] |
| 547 Praxedis       | 1904 PB        | oseba v delu Ekkehard, nemškega pesnika Victorja von Scheffela [H] |
| 548 Kressida       | 1904 PC        | Cressida, trojanska princesa, vloga v igri Troilus and Cressida, Shakespeare [H] |
| 549 Jessonda       | 1904 PK        | oseba v operi Jesonda, [[Nemci\|nemškega skladatelja, violinista in dirigenta Louisa Spohra [H] |
| 550 Senta          | 1904 PL        | vloga v operi Leteči Holandec Richarda Wagnerja [H] |
| 551 Ortrud         | 1904 PM        | žena Feredericka iz Telramunda v operi Lohengrin Richarda Wagnerja [H] |
| 552 Sigelinde      | 1904 PO        | vloga v operi Valkire Richarda Wagnerja [H] |
| 553 Kundry         | 1904 PP        | vloga v operi Parsifal Richarda Wagnerja [H] |
| 554 Peraga         | 1905 PS        | Peraga, Italija, [H] |
| 555 Norma          | 1905 PT        | vloga v operi Norma Vincenza Bellinija [H] |
| 556 Phyllis        | 1905 PW        | Phyllis, princesa iz grške mitologije, ki je ljubila Demofona, sin Tezej [H] |
| 557 Violetta       | 1905 PY        | vloga v operi Traviata Giuseppeja Verdija [H] |
| 558 Carmen         | 1905 QB        | vloga v operi Karmen Georgesa Bizeja [H] |
| 559 Nanon          | 1905 QD        | Nanon, operetta nemško-avstrijskega skladatelja iz 19. stoletja Richarda Genéeja [H] |
| 560 Delila         | 1905 QF        | Delilah, Biblical character, set to music by Saint-Saëns in his Samson et Délila [H] |
| 561 Ingwelde       | 1905 QG        | vloga v operi Ingwelde Maxa von Schillingsa (?) ([H] pravi samo «nemško žensko ime») |
| 562 Salome         | 1905 QH        | Salomé, biblijska hčerkaHeroda Velikega, vloga v operi Salome Richarda Straussa, napisane po igri Oscarja Wilda (Salomé [H] |
| 563 Suleika        | 1905 QK        | iz zbirke lirskih pesmi Johanna Wolfganga Goetheja's Zahodnovzhodni divan [H] |
| 564 Dudu           | 1905 QM        | iz dela Tako je govoril Zaratustra Friedricha Nietzscheja(nemški filozof) [H] |
| 565 Marbachia      | 1905 QN        | Marbach, mesto v Nemčiji [H] |
| 566 Stereoskopia   | 1905 QO        | stereo komparator, naprava, ki jo uporabljajo astronomi za iskanje astronomskih teles (npr. Asteroidov) na posnetkih določenega predela neba v različnih časih na fotografskih ploščah [H] |
| 567 Eleutheria     | 1905 QP        | Eleutheria, starogrški festival, povečen Zeusu Eleuteriusu, « zagovorniku svobode » [H] |
| 568 Cheruskia      | 1905 QS        | Cheruskia, študentska bratovščina na Univerza Heidelberg, imenovana po strem [[Germani\|germanskem plemenu Herusci [H] |
| 569 Misa           | 1905 QT        | Misa, grško božanstvo v orfizmu (verovanja povezana z mističnim poetom Orfejem [H] |
| 570 Kythera        | 1905 QX        | Kythira, grški otok [H] |
| 571 Dulcinea       | 1905 QZ        | Dulčineja, oseba v romanu Don Kihot Cervantesa [H] |
| 572 Rebekka        | 1905 RB        | mlada ženska iz Heidelberga [H] (možno je, da ime izhaja tudi iz začasne oznake: Rebekka) |
| 573 Recha          | 1905 RC        | oseba v igri Beli Natan (Nathan der Weise) Gotthold Ephraim Lessing ([H] navaja «Recha, mesto v Palestini») (možno je tudi, da ime izvira iz začasne oznake: Recha) |
| 574 Reginhild      | 1905 RD        | nemško žensko ime [H], (možno je tudi, da ime izvira iz začasne oznake: (Reginhild) |
| 575 Renate         | 1905 RE        | (možno je tudi, da ime izvira iz začasne oznake: (Renate) ([H] nima razlage) |
| 576 Emanuela       | 1905 RF        | prijteljica odkritelja [H] |
| 577 Rhea           | 1905 RH        | Reja, titanka v grški mitologiji [H] (možno je tudi, da ime izvira iz začasne oznake: Rhea) |
| 578 Happelia       | 1905 RZ        | Carl Happel, nemški slikar in dobrotnik (darovalec) Observatoriju Heidelberg, laboratorij Happel se imenuje po njem [H] |
| 579 Sidonia        | 1905 SD        | vloga v operi Armida Christopherja Willibalda Glucka (možno je tudi, da ime izvira iz začasne oznake: Sidonia) [H] |
| 580 Selene         | 1905 SE        | Selene, boginja Lune v grški mitologiji [H] |
| 581 Tauntonia      | 1905 SH        | Taunton, Massachusetts, ZDA, kraj odkritja [H] |
| 582 Olympia        | 1906 SO        | Olimpija, Grčija [H] |
| 583 Klotilde       | 1905 SP        | hčerka avstrijskega astronoma Edmunda Weissa, ki je bil direktor observatorija, kjer je bil asteroid odkrit [H] |
| 584 Semiramis      | 1906 SY        | Semiramis, asirska kraljica [H] |
| 585 Bilkis         | 1906 TA        | Bilqis, Balqis ali Balkis, ime kraljice iz Šebe v Koranu [H] |
| 586 Thekla         | 1906 TC        | Sveta Tekla [H] |
| 587 Hypsipyle      | 1906 TF        | Hypsipyle, kraljica Lemnosa, mati dvojčkov [H] |
| 588 Achilles       | 1906 TG        | Achilles, bojevnik v grški mitologiji [H] |
| 589 Croatia        | 1906 TM        | Hrvaška, država [H] |
| 590 Tomyris        | 1906 TO        | Tomyris, kraljica Masagetajcev [H] |
| 591 Irmgard        | 1906 TP        | nemško žensko ime [H] |
| 592 Bathseba       | 1906 TS        | Bathsheba, žena Uriasa, mati Solomona [H] |
| 593 Titania        | 1906 TT        | Titania, kraljica ferij (možno je tudi, da ideja za ime izvira iz začasne oznake: Titania) [H] |
| 594 Mireille       | 1906 TW        | Mireille (Mirèio in the original Provençal), a narrative poem by French poet Frédéric Mistral, the source of inspiration for the opera of that name by the French composer Charles Gounod [H] |
| 595 Polyxena       | 1906 TZ        | Polyxena, trojanska princesa, hčerka Priama in Hekube [H] |
| 596 Scheila        | 1906 UA        | angleški študent na Univerza v Heidelbergu, prijatelj odkritelja [H] |
| 597 Bandusia       | 1906 UB        | Bandusia, vodnjek blizu Polezza, Apulija v Italiji [H] |
| 598 Octavia        | 1906 UC        | Claudia Octavia, rimska cesarica, polsestra in prva žena Nerona [H] |
| 599 Luisa          | 1906 UJ        | ([H] nima pojasnila) |
| 600 Musa           | 1906 UM        | muza v grški mitologiji [H] |
| 601–700            |                | |
| 601 Nerthus        | 1906 UN        | Nerthus, germansko-skandinavska mati boginja [H] |
| 602 Marianna       | 1906 TE        | ([H] nima pojasnila) |
| 603 Timandra       | 1906 TJ        | Timandra, ženska iz grške mitologije, sestra Helene, mati Evandra [H] |
| 604 Tekmessa       | 1906 TK        | Tecmessa, ženska iz grške mitologije, hčerka frigijske princese Teubrantes, očaral jo je Ajaks, by whom she had a son, Eurysaces [H] |
| 605 Juvisia        | 1906 UU        | Juvisy-sur-Orge, Francija, kjer je bil observatorij Nicolasa Camilla Flammariona [H] |
| 606 Brangäne       | 1906 VB        | vloga v operi Tristan in Izolda Richarda Wagnerja, služabnica Izolde [H] |
| 607 Jenny          | 1906 VC        | Jenny Adolfine Kessler, prijateljica odkritelja, ob priliki njene zaroke (glej 608) [H] |
| 608 Adolfine       | 1906 VD        | Jenny Adolfine Kessler, prijateljica odkritelja, ob priliki njene zaroke (glej 607) [H] |
| 609 Fulvia         | 1906 VF        | Fulvia, rimska cesarica, žena Marka Antonija [H] |
| 610 Valeska        | 1906 VK        | nemško žensko ime, možno je, da je idejo dala začasna oznaka (Valeska) ([H] nima pojasnila) |
| 611 Valeria        | 1906 VL        | žensko ime, možno je, da je idejo dala začasna oznaka (Valeria) ([H] nima pojasnila) |
| 612 Veronika       | 1906 VN        | nemško žensko ime, možno je, da je idejo dala začasna oznaka (Veronika) [H] |
| 613 Ginevra        | 1906 VP        | nemško žensko ime [H] (možno je tudi, da se imenuje po Guinevere, ženi kralja Arturja) |
| 614 Pia            | 1906 VQ        | nemško žensko ime [H], možno je tudi, da se imenuje po Observatoriju Pia v Trstu, to je zasebni observatorij Johanna Nepomuka Kriegerja (1865-1902), nemški amaterski astronom in selenograf (raziskovalec Lune) |
| 615 Roswitha       | 1906 VR        | Roswitha von Gandersheim, nemška pesnica [H] |
| 616 Elly           | 1906 VT        | Elly Boehm (Elly Meyer-Ellès), prevajalka, žena Karla Boehma, nemškega matematika [H] |
| 617 Patroclus      | 1906 VY        | Patroklej, bojevnik v grški mitologiji [H], in Menoetius, sin Japeta in Klimene za drugo komponento v binarnem sistemu asteroidov ((617) Patroclus I Menoetius) |
| 618 Elfriede       | 1906 VZ        | ([H] nima obrazložitve) |
| 619 Triberga       | 1906 WC        | mesto Triberg v Schwarzwaldu v deželi Baden-Württemberg, Nemčija [H] |
| 620 Drakonia       | 1906 WE        | Univerza Drake, Iowa, ZDA, kjer so izračunavali tirnice asteroidov [H] |
| 621 Werdandi       | 1906 WJ        | Verdandi, ena izmed Norn v nordijski mitologiji ([H] nima obrazložitve) |
| 622 Esther         | 1906 WP        | Esther, herojka iz Biblije [H] |
| 623 Chimaera       | 1907 XJ        | gora Himera v antični Luciji (anatolija), kjer bi naj živela Himera, pošast iz grške mitologije [H] |
| 624 Hektor         | 1907 XM        | Hector, heroj iz Troje [H] |
| 625 Xenia          | 1907 XN        | žensko ime, možno je, da je idejo dala začasna oznaka (Xenia) [H] |
| 626 Notburga       | 1907 XO        | Sveta Notburga, oseba iz doline Neckar, kjer so asteroid odkrili [H] |
| 627 Charis         | 1907 XS        | Harita, boginja iz grške mitologije, ena izmed treh gracij [H] |
| 628 Christine      | 1907 XT        | odkriteljeva žena [H] |
| 629 Bernardina     | 1907 XU        | ([H] nima obrazložitve) |
| 630 Euphemia       | 1907 XW        | Sveta Euphemia [H] |
| 631 Philippina     | 1907 YJ        | Philipp Kessler, prijatelj odkritelja, ob njegovi zaroki (glejo 634, spodaj) [H] |
| 632 Pyrrha         | 1907 YX        | Pyrrha, wife of Deukalion, Greek mythological woman [H] |
| 633 Zelima         | 1907 ZM        | nemško žensko ime, možno je, da je idejo za ime dala začasna oznaka (Zelima) [H] |
| 634 Ute            | 1907 ZN        | prijateljica odkritelja, ob njeni zaroki (glej tudi 631, zgoraj) [H] |
| 635 Vundtia        | 1907 ZS        | Wilhelm Wundt, nemški psiholog [H] |
| 636 Erika          | 1907 XP        | ([H] nima pojasnila) |
| 637 Chrysothemis   | 1907 YE        | Chrysothemis, hčerka Agamemnona, oseba v Sofoklejevi' Elektri [H] |
| 638 Moira          | 1907 ZQ        | Moira, boginja usode iz grške mitologije [H] |
| 639 Latona         | 1907 ZT        | Latona, boginja v rimski mitologiji, hčerka titana Kojosa, ljubica Jupitra, mati Apolona in Diane [H] |
| 640 Brambilla      | 1907 ZW        | roman Princesa Brambilla, E. T. A. Hoffmanna [H] |
| 641 Agnes          | 1907 ZX        | ([H] nima pojasnila) |
| 642 Clara          | 1907 ZY        | ena izmed odkriteljevih gospodinj [H] |
| 643 Scheherezade   | 1907 ZZ        | Šeherazada, legendarna pripovedovalka zgodb iz Tisoč in ene noči [H] |
| 644 Cosima         | 1907 AA        | Cosima Wagner, hčerka Franza Liszta, madžarskega pianista in skladatelja in druga žena [[Nemci\|nemškega skladatelja Richarda Wagnerja [H] |
| 645 Agrippina      | 1907 AG        | Agrippina, dve rimski plemkinji ([H] nima pojasnila) |
| 646 Kastalia       | 1907 AC        | Castalia, nimfa iz grške mitologije, ki jo je Apolon spremnil v goro ob vznožju Parnasa [H] |
| 647 Adelgunde      | 1907 AD        | princesa Adelgunda Bavarska? ([H] nima pojasnila) |
| 648 Pippa          | 1907 AE        | oseba v romanu Gerhardta Hauptmanna [H] |
| 649 Josefa         | 1907 AF        | nemško žensko ime [H] |
| 650 Amalasuntha    | 1907 AM        | Amalasuntha, kraljica Ostrogotov , hčerka Teodorja Velikega [H] |
| 651 Antikleia      | 1907 AN        | Anticlea, žena Learta, mati grškega heroja Odiseja [H] |
| 652 Jubilatrix     | 1907 AU        | 60-letnica cesarja Franca Jožefa I., ob odkritju asteroida [H] |
| 653 Berenike       | 1907 BK        | kraljica Berenika II. Egipčanska ([H] nima pojasnila) |
| 654 Zelinda        | 1908 BM        | hčerka Ulisse Dini ([H] ima samo« nemško žensko ime »), ali nečakinja francoskega astronoma Nicolasa Camilla Flammariona (hčerka njegove sestre Berte) |
| 655 Briseïs        | 1907 BF        | Briseis, mitološki trojanski suženj ([H] nima pojasnila) |
| 656 Beagle         | 1908 BU        | Darwinova ladja HMS Beagle [H] |
| 657 Gunlöd         | 1908 BV        | Gunnlod, velikanka iz nordijske mitologije ([H] nima pojasnila) |
| 658 Asteria        | 1908 BW        | Asteria, različne osebe iz grške mitologije ([H] nima pojasnila) |
| 659 Nestor         | 1908 CS        | Nestor, mitološki grški kralj ([H] navaja samo čas imenovanja) |
| 660 Crescentia     | 1908 CC        | junakinja iz nemške legende, varianta srednjeveške zgodbe o Genevieva Brabantska iz Zgodovina kraljice Crescentije, osnovane na pesnitvi iz 12. stoletja v Cesarski kroniki [H] |
| 661 Cloelia        | 1908 CL        | Cloelia, legendarna rimska ženska (?) ([H] nima pojasnila) |
| 662 Newtonia       | 1908 CW        | Isaac Newton, angleški fizik [H] |
| 663 Gerlinde       | 1908 DG        | nemško žensko ime [H] |
| 664 Judith         | 1908 DH        | biblijska ženska, opisana v igri Juditain Friedricha Hebbela [H] |
| 665 Sabine         | 1908 DK        | francosko žensko ime ([H] nima pojasnila) |
| 666 Desdemona      | 1908 DM        | Desdemona, oseba v Shakespearovi tragedijiOthelu (možno je, da ime spominja tudi na začasno oznako: Desdemona) [H] |
| 667 Denise         | 1908 DN        | francosko žensko ime [H] (možno je tudi, da ime spominja na začasno ime: Denise) |
| 668 Dora           | 1908 DO        | prijatelj odkriteljeve žene [H] (možno je tudi, da ime izhaja iz začasnega imena: Dora) |
| 669 Kypria         | 1908 DQ        | Kypria, pesnitev, ki jo včasih pripisujejo Homerju, in je služila kot uvod v Ilijado [H] |
| 670 Ottegebe       | 1908 DR        | oseba v igri Ubogi Heinrich Gerhardta Hauptmanna [H] |
| 671 Carnegia       | 1908 DV        | The Inštitut Carnegie v Washingtonu, osnoval ga je Andrew Carnegie, na Škotskem rojeni Američan, poslovnež in filantrop [H] |
| 672 Astarte        | 1908 DY        | Ashtart, feničanska boginja ljubezni in plodnosti [H] |
| 673 Edda           | 1908 EA        | Edda, zbirka nordijskih mitov [H] |
| 674 Rachele        | 1908 EP        | žena italijanskega astronoma Emilija Biancha, ki je izračunaval tirnice [H] |
| 675 Ludmilla       | 1908 DU        | vloga v operi Ruslan in Ljudmila Mikhaila Glinke ([H] nima pojasnila) |
| 676 Melitta        | 1909 FN        | atiška oblika grškega imena Melisa, ki jo je nimfa spremenila v čebelo (spominja tudi na odkriteljevo ime Melotte) [H] |
| 677 Aaltje         | 1909 FR        | Aaltje Noordewier-Reddingius, nizozemski pevec [H] |
| 678 Fredegundis    | 1909 FS        | Fredegundis, opera, ki opisuje življenje Fredegunde (Fredegunda, Fredegundis, Fredigundis, Frédégonde), ki jo je pričel francoski skladatelj Ernest Guirand in končal Saint-Saëns [H] |
| 679 Pax            | 1909 FY        | Pax, boginja iz rimske mitologije [H] |
| 680 Genoveva       | 1909 GW        | glavna oseba v igri nemškega dramatika Genovefa Friedricha Hebbela [H] |
| 681 Gorgo          | 1909 GZ        | Gorgo, kraljica Šparte iz 5. stoletja p.n. št., hčerka Kleomenesa in žena Leonida |
| 682 Hagar          | 1909 HA        | Hagar, ženska iz Bibilje (Genesis XXI 14) [H] |
| 683 Lanzia         | 1909 HC        | Heinrich Lanz, nemški industrialec, ki je podpiral osnovanje akademije znanosti v Heidelbergu [H] |
| 684 Hildburg       | 1909 HD        | nemško žensko ime [H] (možno je tudi, da ime izhaja iz začasnega imena: Hildburg) |
| 685 Hermia         | 1909 HE        | ? (možno je, da se imenuje po eni izmed vlog v igri Sen kresne noči Shakespearja; ([H] nima pojasnila) možno je tudi , da je idejo za ime dala začasna oznaka: Hermia) |
| 686 Gersuind       | 1909 HF        | oseba v igri Gersuind Gerharta Hauptmanna [H] |
| 687 Tinette        | 1909 HG        | ? ([H] nima pojasnila) |
| 688 Melanie        | 1909 HH        | ? ([H] nima pojasnila) |
| 689 Zita           | 1909 HJ        | princesa Zita Bourbon-Parmska, žena vladarja Karel I. Habsburško-Lotarinški [H] |
| 690 Wratislavia    | 1909 HZ        | latinski izraz za Wrocław, danes na Poljskem [H] |
| 691 Lehigh         | 1909 JG        | Univerza Lehigh, kjer je bil računar J. B. Reynolds [H] |
| 692 Hippodamia     | 1901 HD        | Hippodamia, mitološki prednik Agamemnona in žena Pelopsa [H] (možno je tudi, da ime izhaja iz začasnega imena: Hippodamia) |
| 693 Zerbinetta     | 1909 HN        | vloga v operi Ariadna iz Naksosa Richarda Straussa [H] |
| 694 Ekard          | 1909 JA        | Univerza Drake, ZDA ('Drake' zapisano nazaj), kjer sta bila določevalca (račúnar) tirnice (S. B. Nicholson in njegova žena) [H] |
| 695 Bella          | 1909 JB        | ? ([H] nima pojasnila) |
| 696 Leonora        | 1910 JJ        | Mary Leonora Snow, žena določevalca tirnice (Arthur Snow) [H] |
| 697 Galilea        | 1910 JO        | Galileo Galilei, ob 330-letnici odkritja Galilejevih lun (Jupiter) [H] |
| 698 Ernestina      | 1910 JX        | Ernst Wolf, sin odkritelja [H] |
| 699 Hela           | 1910 KD        | Hel, boginja smrti v nordijski mitologiji [H] |
| 700 Auravictrix    | 1910 KE        | latinski izraz za 'zmaga proti vetru' (v čast prvega poleta cepelina v letu 1911) [H] |
| 701–800            |                | |
| 701 Oriola         | 1910 KN        | ptič kobilar ali Oriolus oriolus [H] |
| 702 Alauda         | 1910 KQ        | rod škrjancev z imenom Alauda [H] |
| 703 Noëmi          | 1910 KT        | Noemi, biblijska junakinja iz knjige o Rut (osma knjiga Stare zeveze) [H] |
| 704 Interamnia     | 1910 KU        | latinski izraz za kraj Terni (Teramo), Italija, rojstni kraj odkritelja (več rimskih mest se je imenovalo Interamnia, kar je pomenilo "med dvema rekama") [H] |
| 705 Erminia        | 1910 KV        | komična opereta Erminija, Edwarda Jacobovskega [H] |
| 706 Hirundo        | 1910 KX        | rod lastovk z imenom Hirundo [H] |
| 707 Steïna         | 1910 LD        | Mr. Steïn, dobrotnik Observatorija Breslau [H] |
| 708 Raphaela       | 1911 LJ        | Raphael Bischoffsheim, francoski bankir in filantrop, ustanovitelj Observatorija v Nici (Nice Observatory) [H] |
| 709 Fringilla      | 1911 LK        | rod ščinkavcev z imenom Fringilla [H] |
| 710 Gertrud        | 1911 LM        | vnukinja odkritelja ([H] nima pojasnila) |
| 711 Marmulla       | 1911 LN        | možno, je ime izvira iz nemške besede marmel (marmor) ([H] nima pojasnila) |
| 712 Boliviana      | 1911 LO        | Simón Bolívar, južno-ameriški revolucionar [H] |
| 713 Luscinia       | 1911 LS        | rod slavcev z imenom Luscinia [H] |
| 714 Ulula          | 1911 LW        | rod sov z imenom Ulula [H] |
| 715 Transvaalia    | 1911 LX        | Transvaal, Južna Afrika; prvi asteroid, odkrit iz Južne Afrike [H] |
| 716 Berkeley       | 1911 MD        | Univerza Kalifornije, Berkeley [H] |
| 717 Wisibada       | 1911 MJ        | Wiesbaden, Nemčija, kjer je bil odkritelj Franz Kaiser rojen [H] |
| 718 Erida          | 1911 MS        | hčerka ameriškega astronoma Armina Otta Leuschnerja [H] |
| 719 Albert         | 1911 MT        | baron Albert Salomon von Rothschild, dobrotnik Observatorija na Dunaju [H] |
| 720 Bohlinia       | 1911 MW        | Karl Petrus Theodor Bohlin, švedski astrnom, ob 65. rojstnem dnevu [H] |
| 721 Tabora         | 1911 MZ        | prekooceanska ladja Tabora, ki opravila obisk med astronomsko konferenco [H] |
| 722 Frieda         | 1911 NA        | hčerka avstrijskega astronoma Karla Hillebranda ([H] nima pojasnila) |
| 723 Hammonia       | 1911 NB        | Hamburg, Nemčija [H] |
| 724 Hapag          | 1911 NC        | ladijska linija Hamburg America Line (HAPAG), [H] |
| 725 Amanda         | 1911 ND        | Amanda Schorr, žena nemškega astronoma Richarda Schorra [H] |
| 726 Joëlla         | 1911 NM        | ženska oblika imena Joël za Joel Hastings Metcalf, ameriški minister in ameriški minister in astronom [H] |
| 727 Nipponia       | 1912 NT        | Japonska, kjer je Shin Hirayama asteroid slučajno odkril dvakrat (1900 FE; 1908 CV) [H] |
| 728 Leonisis       | 1912 NU        | Leo Gans, predsednik Fizikalnega združenja Londona (ob 70. rojstnem dnevu) in boginja Isis, simbol združenja [H] |
| 729 Watsonia       | 1912 OD        | James Craig Watson, kanadsko-ameriški astronom [H] |
| 730 Athanasia      | 1912 OK        | grški izraz za nesmrtnost [H] |
| 731 Sorga          | 1912 OQ        | Surga, indonezijski izraz za 'nebesa' ([H] nima pojasnila) |
| 732 Tjilaki        | 1912 OR        | Tjilaki, reka in vas blizu Malabarja v Indoneziji [H] |
| 733 Mocia          | 1912 PF        | Werner "Mok" Wolf, sin odkritelja [H] |
| 734 Benda          | 1912 PH        | Bendl, češki skladatelj opere Lejla [H] |
| 735 Marghanna      | 1912 PY        | Margarete Vogt, odkriteljeva mati in Hanna, sorodnica [H] |
| 736 Harvard        | 1912 PZ        | Univerza Harvard, ZDA [H] |
| 737 Arequipa       | 1912 QB        | Arequipa, Peru, kjer ima Univerza Harvard opazovalno postajo [H] |
| 738 Alagasta       | 1913 QO        | izvorno ime za Gau Algesheim, Nemčija , domače mesto odkriteljeve družine [H] |
| 739 Mandeville     | 1913 QR        | Mandeville, Jamaica [H] |
| 740 Cantabia       | 1913 QS        | kratek izraz za Cantabrigia, latinski izraz za Cambridge, imenovan v čast Cambridge, Massachusetts in njegove Univerze Harvard [H] |
| 741 Botolphia      | 1913 QT        | Saint Botolph, ustanovitelj manastirja iz 7. stoletja, ki jepostal Boston, Lincolnshire, Anglija [H] |
| 742 Edisona        | 1913 QU        | Thomas Edison, ameriški izumitelj [H] |
| 743 Eugenisis      | 1913 QV        | [[[grščina\|grški]] izraz za 'dobra stvaritev' (imenovanje ob rojstvu odkriteljeve hčerke) ([H] nima pojasnila) |
| 744 Aguntina       | 1913 QW        | Aguntinum, rimska kolonija v provinci Norik, blizu Lienza [H] |
| 745 Mauritia       | 1913 QX        | Sveti Mavricij, zaščitnik cerkve v Wiesbadnu, Nemčija [H] |
| 746 Marlu          | 1913 QY        | Marie-Louise Kaiser, odkriteljeva hčerka, [H] |
| 747 Winchester     | 1913 QZ        | kraj Winchester, Massachusetts, ZDA, od koder je odkritelj opazoval [H] |
| 748 Simeïsa        | 1913 RD        | Observatorij Simeïs, Krim, Ukrajina, kraj odkritja [H] |
| 749 Malzovia       | 1913 RF        | Nikolaj Sergejevič Maltsov, ruski amaterski astronom, Russian amateur astronomer, ustanovitelj Observatorija Simeïs [H] |
| 750 Oskar          | 1913 RG        | Oskar Ruben von Rothschild, dobrotnik ? ([H] nima pojasnila) |
| 751 Faïna          | 1913 RK        | Faina Mikhajlovna Neujmina, odkriteljeva sodelavka in prva žena [H] |
| 752 Sulamitis      | 1913 RL        | Sulamith, biblijska ženska, ki so jo prepoznali kot Kraljica iz Šebe [H] |
| 753 Tiflis         | 1913 RM        | Tbilisi, Gruzija, odkriteljevo rojstno mesto [H] |
| 754 Malabar        | 1906 UT        | Malabar na otoku Java, Indonezija, v spomin na nizozemsko-nemško odpravo ob Sončevem mrku leta 1922 na Božični otok [H] |
| 755 Quintilla      | 1908 CZ        | italijansko žensko ime, izbrano zato, ker do takrat še ni bilo nobenega planeta oziroma asteroida, ki bi se njegovo ime pričelo c črko Q [H] |
| 756 Lilliana       | 1908 DC        | sestra ameriškega astronoma Harlowa Shapleya [H] |
| 757 Portlandia     | 1908 EJ        | Portland, Maine, ZDA, kjer je bil odkritelj skrbnik cerkve ob času svoje smrti [H] |
| 758 Mancunia       | 1912 PE        | latinsko ime za Manchester, odkriteljevo rojstno mesto [H] |
| 759 Vinifera       | 1913 SJ        | Vitis ninifera, znanstveno ime za vinsko terto , pomenila je način preživljanja odkriteljevih prednikov [H] |
| 760 Massinga       | 1913 SL        | Adam Massinger, nemški astronom [H] |
| 761 Brendelia      | 1913 SO        | Martin Brendel (Otto Rudolph Martin Brendel), nemški astronom, direktor Mednarodnega inštituta za planete, ki je izbral ta asteroid med vsemi neimenovanimi, ki jih je odkril Kaiser, zaradi majhnega naklona tirnice [H] |
| 762 Pulkova        | 1913 SQ        | Pulkovo, vas blizu Sankt Peterburga, kraj najstarejšega observatorija v Rusiji [H] |
| 763 Cupido         | 1913 ST        | Kupid, bog v rimski mitologiji, ker je asteroid relativno blizu Sonca [H] |
| 764 Gedania        | 1913 SU        | Gdansk, Poljska, kjer je bil odkritelj asistent v letih 1921–1925 [H] |
| 765 Mattiaca       | 1913 SV        | Mattiacum, latinsko ime za Wiesbaden, Nemčija, odkriteljevo domače mesto [H] |
| 766 Moguntia       | 1913 SW        | latinsko ime za Mainz, Nemčija , kjer odkritelj učil [H] |
| 767 Bondia         | 1913 SX        | William Cranch Bond in George Phillips Bond, ameriška astronoma, oče in sin [H] |
| 768 Struveana      | 1913 SZ        | Friedrich Georg Wilhelm Struve, Otto Wilhelm Struve in Hermann Struve, rusko-nemška astronoma [H] |
| 769 Tatjana        | 1913 TA        | kolegica odkritelja ali junakinja iz Puškinovega Jevgenija Onjegina [H] |
| 770 Bali           | 1913 TE        | Bali, kralj v hindujskih svetih besedilih (Puranas) (ne imenuje se po otoku Bali)[H] |
| 771 Libera         | 1913 TO        | prijateljica odkritelja (asteroid je poimenovala vdova) [H] |
| 772 Tanete         | 1913 TR        | kraj Tanete na otoku Sulavezi v Indoneziji ? ([H] nima pojasnila) |
| 773 Irmintraud     | 1913 TV        | nemško žensko ime, pogosto v starih mitih in legendah [H] |
| 774 Armor          | 1913 TW        | Armorica, keltsko ime za severozahodni del Francije [H] |
| 775 Lumière        | 1914 TX        | brata Lumière, pionirja filmske umetnosti [H] |
| 776 Berbericia     | 1914 TY        | Adolf Berberich, nemški astronom [H] |
| 777 Gutemberga     | 1914 TZ        | Johann Gutenberg, začetnik tiskarstva [H] |
| 778 Theobalda      | 1914 UA        | Theobald Kaiser, odkriteljev oče [H] |
| 779 Nina           | 1914 UB        | Nina Nikolaevna Neujmina, matematičarka, odkriteljeva sestra ([H] navaja samo « rusko žensko ime ») |
| 780 Armenia        | 1914 UC        | Armenija [H] |
| 781 Kartvelia      | 1914 UF        | Kartveli, gruzinsko ime za gruzijsko ljudstvo [H] |
| 782 Montefiore     | 1914 UK        | Arthur Montefiore, tajnik Jacksonove arktične odprave (1894–1898) [H] |
| 783 Nora           | 1914 UL        | oseba iz igre Hiša lutk Henrika Ibsena [H] |
| 784 Pickeringia    | 1914 UM        | brata Edward Charles Pickering in William Henry Pickering, ameriška astronoma [H] |
| 785 Zwetana        | 1914 UN        | Svetana Popova, hčerka K. Popova iz Sofije, Bolgarija [H] |
| 786 Bredichina     | 1914 UO        | Fjodor Aleksandrovič Bredihin, ruski astronom [H] |
| 787 Moskva         | 1914 UQ        | Moskva, Rusija [H] |
| 788 Hohensteina    | 1914 UR        | kraj Hohenstein blizu Bad Schwalbacha v Nemčiji, domače mesto žene odkritelja [H] |
| 789 Lena           | 1914 UU        | Elena Petrovna Neujmina, mati odkritelja ([H] samo navaja « žensko rusko ime, pomanjševalnica od Helena ») |
| 790 Pretoria       | 1912 NW        | Pretorija, Južna Afrika [H] |
| 791 Ani            | 1914 UV        | Ani, porušeno mesto v Armeniji [H] |
| 792 Metcalfia      | 1907 ZC        | Joel Hastings Metcalf, ameriški astronom [H] |
| 793 Arizona        | 1907 ZD        | Arizona, ZDA, lokacija Observatorija Lowell [H] |
| 794 Irenaea        | 1914 VB        | Irene, hčerka astronoma Edmunda Weissa ([H] nima pojasnila) |
| 795 Fini           | 1914 VE        | pomanjševalnica za ime Josefina, nemško-avstrijsko žensko ime [H] |
| 796 Sarita         | 1914 VH        | ? ([H] nima pojasnila) |
| 797 Montana        | 1914 VR        | iz latinske besede mons, kar pomeni gora v čast Observatorija Hamburg, ki je v Bergedorfu (eno izmed sedmih mestnih okrožij Hamburga v Nemčiji, to je bil prvi odkriti asteroid na tem mestu [H] |
| 798 Ruth           | 1914 VT        | Ruth, biblijska junakinja iz Stare zaveze [H] |
| 799 Gudula         | 1915 WO        | nemško žensko ime iz koledarja Lahrer Hinkender Bote za 9. januar [H] |
| 800 Kressmannia    | 1915 WP        | A. Kressman, dobrotnik Observatorija Heidelberg (Landessternwarte Heidelberg-Königstuhl) [H] |
| 801–900            |                | |
| 801 Helwerthia     | 1915 WQ        | Elise Helwerth-Wolf, odkriteljeva mati [H] |
| 802 Epyaxa         | 1915 WR        | žena Syennesisa, kralja Kilikije ([H] nima pojasnila) |
| 803 Picka          | 1915 WS        | Friedrich Pick, češki zdravnik [H] |
| 804 Hispania       | 1915 WT        | latinsko ime za Španijo, to je bil prvi odkriti asteroid s tega področja[H] |
| 805 Hormuthia      | 1915 WW        | Hormuth Kopff, žena nemškega astronoma Augusta Kopffa [H] |
| 806 Gyldenia       | 1915 WX        | Hugo Gyldén, švedski astronom [H] |
| 807 Ceraskia       | 1915 WY        | Vitold Karlovič Ceraskij, ruski astronom [H] |
| 808 Merxia         | 1901 GY        | Adalbert Merx, odkriteljev tast [H] |
| 809 Lundia         | 1915 XP        | Observatorij Lund, Lund, Švedska [H] |
| 810 Atossa         | 1915 XQ        | Atossa, starodavna perzijska kraljica, hčerka Kirosa, žena Dareja I. [H] |
| 811 Nauheima       | 1915 XR        | mesto Bad Nauheim v Nemčiji [H] |
| 812 Adele          | 1915 XV        | mati filozofa Arthurja Schopenhauerja [H] |
| 813 Baumeia        | 1915 YR        | H. Baum, študent astronomije, ubit v prvi svetovni vojni [H] |
| 814 Tauris         | 1916 YT        | Tauris, starodavno ime za Krim, Ukrajina ([H] navaja « Tauric Mount », toda ni gora s tem imenom ne obstoja) |
| 815 Coppelia       | 1916 YU        | balet Coppélia Léa Delibesa [H] |
| 816 Juliana        | 1916 YV        | kraljica Julijana Nizozemska ([H] nima pojasnila) |
| 817 Annika         | 1916 YW        | ? ([H] nima pojasnila) |
| 818 Kapteynija     | 1916 YZ        | Jacobus Cornelius Kapteyn, nizozemski astronom [H] |
| 819 Barnardiana    | 1916 ZA        | Edward Emerson Barnard, ameriški astronom [H] |
| 820 Adriana        | 1916 ZB        | ? ([H] nima pojasnila) |
| 821 Fanny          | 1916 ZC        | ? ([H] nima pojasnila) |
| 822 Lalage         | 1916 ZD        | ? ([H] nima pojasnila) |
| 823 Sisigambis     | 1916 ZG        | Sisigambis, mati Darija III. [H] |
| 824 Anastasia      | 1916 ZH        | Anastasia Semenoff, znanka odkritelja ([H] navaja samo « ena izmed beloruskih princes, katerih družine so bile med revolucijo leta 1818 pobite ») |
| 825 Tanina         | 1916 ZL        | Tanina, ena izmed beloruskih princes, katerih družine so bile pobite med revolucijo leta 1818 [H] |
| 826 Henrika        | 1916 ZO        | ? ([H] nima pojasnila) |
| 827 Wolfiana       | 1916 ZW        | Max Wolf, nemški astronom [H] |
| 828 Lindemannia    | 1916 ZX        | Adolph Friedrich Lindemann, v Nemčiji rojen britanski amaterski astronom, izumitelj elektrometra [H] |
| 829 Academia       | 1916 ZY        | Ruska akademija znanosti, Sankt Peterburg, ob 200-ti obletnici [H] |
| 830 Petropolitana  | 1916 ZZ        | Sankt Peterburg, Rusija ("Petropolis" v latinščini) [H] |
| 831 Stateira       | 1916 AA        | Stateira, žena Artakserksa II. [H] |
| 832 Karin          | 1916 AB        | Karin Månsdotter, žena Erika XIV. Švedskega [H] |
| 833 Monica         | 1916 AC        | ? ([H] nima pojasnila) |
| 834 Burnhamia      | 1916 AD        | Sherburne Wesley Burnham, ameriški astronom [H] |
| 835 Olivia         | 1916 AE        | ? ([H] navaja samo « iz rimske zgodovine », toda ni znana "Olivia" iz tistih časov) |
| 836 Jole           | 1916 AF        | Iole, žena Herakleja v grški mitologiji ([H] nima pojasnila) |
| 837 Schwarzschilda | 1916 AG        | Karl Schwarzschild, nemški astronom [H] |
| 838 Seraphina      | 1916 AH        | ? ([H] nima pojasnila) |
| 839 Valborg        | 1916 AJ        | Valborg, junakinja iz igre Axel og Valborg Adama Gottloba Oehlenschlägerja [H] |
| 840 Zenobia        | 1916 AK        | Zenobia, slovanska boginja lova [H] (takšna boginja sploh ni znana, niti nima ime Zenobia slovanke oblike. Znane so nekatere Zenobije, najbolj znana je Zenobia, kraljica Palmire.) |
| 841 Arabella       | 1916 AL        | opera Arabella Richarda Straussa [H] |
| 842 Kerstin        | 1916 AM        | nemško žensko ime [H] |
| 843 Nicolaia       | 1916 AN        | Thorvald Nicolai Thiele, danski astronom in matematik, oče odkritelja Holgerja Thieleja [H] |
| 844 Leontina       | 1916 AP        | Lienz, Avstrija, rojstni kraj odkritelja (imenovala vdova) [H] |
| 845 Naëma          | 1916 AS        | ? ([H] navaja « verjetno iz Stare zaveze ») |
| 846 Lipperta       | 1916 AT        | Eduard Lippert, nemški poslovnež, filantrop in podpornik Observatorija Hamburg [H] |
| 847 Agnia          | 1915 XX        | Agnia Ivanovna Bad'ina, ruska zdravnica ([H] navaja « rusko žensko ime ») |
| 848 Inna           | 1915 XS        | Inna Nikolajevna Leman-Balanovskaja, ruska astronomka [H] |
| 849 Ara            | 1912 NY        | Ameriška humanitarna pomoč (American Relief Administration ali ARA), v spomin na pomoč, ki so jo dali v času lakote v Rusiji v letih 1922 do 1923 [H] |
| 850 Altona         | 1916 S24       | Altona, Nemčija, kraj, kjer se je nahajal observatorij v katerem je pričel H. C. Schumacher izdajati astronomsko revijo Astronomische Nachrichten v letu 1821 [H] |
| 851 Zeissia        | 1916 S26       | Zeiss, nemška tovarna za proizvodnjo optičnih sistemov [H] |
| 852 Wladilena      | 1916 S27       | sestavljeno ime iz Wladimir Uljanoff-Lenin, sovjetski voditelj [H] |
| 853 Nansenia       | 1916 S28       | Fridtjof Nansen, norveški polarni raziskovalec [H] |
| 854 Frostia        | 1916 S29       | Edwin Brant Frost, ameriški astronom [H] |
| 855 Newcombia      | 1916 ZP        | Simon Newcomb, ameriški astronom [H] |
| 856 Backlunda      | 1916 S30       | Johan Oskar Backlund (Oscar Andreevich Backlund), švedsko-ruski astronom [H] |
| 857 Glasenappia    | 1916 S33       | Sergei Pavlovich Glasenapp, ruski astronom [H] |
| 858 El Djezaïr     | 1916 a         | arabsko ime za Alžir, Alžirija (pomeni "otoki") [H] |
| 859 Bouzaréah      | 1916 c         | Bouzaréah, predmestje Alžira, kraj, kjer se nahaja Observatorij Alžir [H] |
| 860 Ursina         | 1917 BD        | ? ([H] nima pojasnila) |
| 861 Aïda           | 1917 BE        | Aïda, opera italijanskega skladatelja Giuseppa Verdija [H] |
| 862 Franzia        | 1917 BF        | Franz Wolf, odkriteljev sin [H] |
| 863 Benkoela       | 1917 BH        | Benkoelen, Sumatra (?) ([H] je negotov) |
| 864 Aase           | A921 SB        | oseba v igri Peer Gynt Henrika Ibsena |
| 865 Zubaida        | 1917 BO        | oseba v operi Abu Hassan Carla Marie von Weber [H] |
| 866 Fatme          | 1917 BQ        | oseba v operi Abu Hassan Carla Marie von Weber [H] |
| 867 Kovacia        | 1917 BS        | Friedrich Kovacs, zdravnik, ki je zdravil odkriteljevo ženo [H] |
| 868 Lova           | 1917 BU        | ? ([H] nima pojasnila) |
| 869 Mellena        | 1917 BV        | Werner von Melle, župan Hamburga, ki je pomagal pri ustanovitvi Univerze Hamburg [H] |
| 870 Manto          | 1917 BX        | Manto, prerok v grški mitologiji [H] |
| 871 Amneris        | 1917 BY        | Amneris, vloga v operi Aida Giuseppa Verdija [H] |
| 872 Holda          | 1917 BZ        | Edward Singleton Holden, ameriški astronom ([H] nima pojasnila) |
| 873 Mechthild      | 1917 CA        | Mechthilda iz Magdeburga, germanska mistična oseba iz 13. stoletja [H] |
| 874 Rotraut        | 1917 CC        | nemško žensko ime [H] |
| 875 Nymphe         | 1917 CF        | nimfa iz grške mitologije [H] |
| 876 Scott          | 1917 CH        | Robert Falcon Scott, angleški polarni raziskovalec [H] |
| 877 Walküre        | 1915 S7        | The Valkyries, mitološka germanska bojevnica ([H] nima pojasnila) |
| 878 Mildred        | 1916 f         | Mildred, hčerka ameriškega astronoma Harlowa Shapleyja [H] |
| 879 Ricarda        | 1917 CJ        | Ricarda Huch, nemška pesnica [H] |
| 880 Herba          | 1917 CK        | Herba, boginja revščine v grški mitologiji [H] |
| 881 Atena          | 1917 CL        | Atena, boginja v grški mitologiji, znana tudi kot Minerva [H] |
| 882 Swetlana       | 1917 CM        | ? ([H] nima pojasnila) |
| 883 Matterania     | 1917 CP        | August Matter, odkritelj in izdelovalec fotografskih plošč za odkritelje asteroidov, nemški astronom [H] |
| 884 Priamus        | 1917 CQ        | Priam, trojanski kralj [H] |
| 885 Ulrike         | 1917 CX        | Ulrike (Ulrica), vloga v operi Ples v maskah GiuseppaVerdija [H] |
| 886 Washingtonia   | 1917 b         | George Washington, ameriški predsednik [H] |
| 887 Alinda         | 1918 DB        | Alinda (Karija), starodavno mesto v Mali Aziji (v Anatoliji) (?) ([H] nima pojasnila) |
| 888 Parysatis      | 1918 DC        | Parysatis, žena Darija II., perzjskega kralja [H] |
| 889 Erynia         | 1918 DG        | erinije, (furije v rimski mitologiji), boginje iz grške mitologije [H] |
| 890 Waltraut       | 1918 DK        | vloga v operi Somrak bogov Richarda Wagnerja [H] |
| 891 Gunhild        | 1918 DQ        | nemško žensko ime [H] |
| 892 Seeligeria     | 1918 DR        | Hugo von Seeliger, avstrijsko-nemški astronom [H] |
| 893 Leopoldina     | 1918 DS        | nemška Akademija znanosti Leopoldina [H] |
| 894 Erda           | 1918 DT        | Erda, boginja v nordijski mitologiji [H] |
| 895 Helio          | 1918 DU        | helij, njegov spekter sta raziskovala Paschen in Runge (Paschen ga je imenoval na zahtevo Wolfa) [H] |
| 896 Sphinx         | 1918 DV        | The Sphinx, pošast v grški mitologiji [H] |
| 897 Lysistrata     | 1918 DZ        | Lizistrata, Aristofanova protivojna komedija [H] |
| 898 Hildegard      | 1918 EA        | Sveta Hildegarda iz Bingena [H] |
| 899 Jokaste        | 1918 EB        | Jokasta, mati/žena Ojdipa [H] |
| 900 Rosalinde      | 1918 EC        | vloga v operi Netopir Johanna Straussa [H] |
| 901–1000           |                | |
| 901 Brunsia        | 1918 EE        | Ernst Heinrich Bruns, nemški astronom [H] |
| 902 Probitas       | 1918 EJ        | poštenost, pravičnost, lastnost, ki so jo pripisali poznemu odkritju [H] |
| 903 Nealley        | 1918 EM        | amaterski astronom iz New Yorka [H] |
| 904 Rockefellia    | 1918 EO        | John D. Rockefeller ameriški filantrop [H] |
| 905 Universitas    | 1918 ES        | Univerza Hamburg, Nemčija [H] |
| 906 Repsolda       | 1918 ET        | Johann Georg Repsold, nemški izdelovalec optičnih naprav [H] |
| 907 Rhoda          | 1918 EU        | žena ameriškega astronoma Edwarda Emersona Barnarda [H] |
| 908 Buda           | 1918 EX        | Buda, del Budimpešte, Madžarska [H] |
| 909 Ulla           | 1919 FA        | Ulla Ahrens, hčerka odkriteljevega prijatelja[H] |
| 910 Anneliese      | 1919 FB        | prijateljica nemškega astronoma Juliusa Dicka [H] |
| 911 Agamemnon      | 1919 FD        | Agamemnon, grški kralj [H] |
| 912 Maritima       | 1919 FJ        | letni tri ali štiridnevni izlet prekooceanskih prevoznikov na Severno morje ob koncu sezone, organizirala ga je Univerza Hamburg [H] |
| 913 Otila          | 1919 FL        | Sveta Otilija, ki goduje 26. februarja |
| 914 Palisana       | 1919 FN        | Johann Palisa, avstrijski astrnom [H] |
| 915 Cosette        | 1918 b         | najmlajša hčerka odkritelja [H] |
| 916 America        | 1915 S1        | Amerika, za pomoč, ki jo je nudila ameriška humanitarna ustanova med lakoto na Krimu American Relief Administration (pod vodstvom Herberta C. Hooverja) [H] |
| 917 Lyka           | 1915 S4        | prijateljica odkriteljeve sestre, ali [H]: oseba v romanu Quo Vadis Henryka Sienkiewicza |
| 918 Itha           | 1919 FR        | Sveta Ita, ki goduje 15. januarja |
| 919 Ilsebill       | 1918 EQ        | oseba v zbirki pravljic 'Ribič in njegova žena' Bratov Grimm [H] |
| 920 Rogeria        | 1919 FT        | žensko ime (ni imenovan po določeni osebi) |
| 921 Jovita         | 1919 FV        | Sveta Jovita, ki goduje 15. februarja |
| 922 Schlutia       | 1919 FW        | nemški poslovnež Edgar Schlubach in Henry Frederic Tiarks, član Kraljeve astronomske zveze (FRAS ali Royal Astronomical Society), britanski bankir in amaterski astronom, ki sta skupaj financirala odpravo na Javo leta 1922, kjer so opazovali Sončev mrk. |
| 923 Herluga        | 1919 GB        | Sveta Herluga, ki goduje 2. marca [H] |
| 924 Toni           | 1919 GC        | žensko ime (ni imenovan po določeni osebi) |
| 925 Alphonsina     | 1920 GM        | Alfonz X. Kastiljski in Alfonz XIII. Španski [H] |
| 926 Imhilde        | 1920 GN        | Sveta Imhilda, ki goduje 15. maja [H] |
| 927 Ratisbona      | 1920 GO        | latinsko ime za Regensburg, Nemčija [H] |
| 928 Hildrun        | 1920 GP        | Sveta Hildrun, ki goduje 19. maja [H] |
| 929 Algunde        | 1920 GR        | Sveta Algunda (Adelgunda), ki goduje 30. januarja |
| 930 Westphalia     | 1920 GS        | pokrajina Vestfalija, Nemčija, rojstni kraj odkritelja [H] |
| 931 Whittemora     | 1920 GU        | Thomas Edward Whittemore, ameriški zdravnik |
| 932 Hooveria       | 1920 GV        | Herbert C. Hoover, ameriški predsednik, pozneje državni sekretar, American president, then secretary of state, in imenovanje v zahvalo za pomoč Avstriji med Prvo svetovno vojno [H] |
| 933 Susi           | 1927 CH        | žena nemškega astronoma Kasimirja Graffa [H] |
| 934 Thüringia      | 1920 HK        | The Thüringia, prekooceanska ladja na kateri je nemški astronom Walter Baade potoval na obisk v New York Kapitan ladje je bil amaterski astronom in je bil zaprošen, da poimenuje enega izmed asteroidov, ki jih je odkril Baade. [H] |
| 935 Clivia         | 1920 HM        | , rod cvetočih rastlin z imenom Clivia [H] |
| 936 Kunigunde      | 1920 HN        | Sveta Kunigunda (Kunigunda Luksemburška), ki goduje 3. marca [H] |
| 937 Betgeja        | 1920 HO        | Hans Bethge, nemški pesnik [H] |
| 938 Chlosinde      | 1920 HQ        | Sveta Chlosinda, ki goduje 21. junija [H] |
| 939 Isberga        | 1920 HR        | Sveta Isberga, ki goduje 24. januarja [H] |
| 940 Kordula        | 1920 HT        | Sveta Cordula, ki goduje 22. oktobra [H] |
| 941 Murray         | 1920 HV        | Gilbert Murray, britanski klasični učenjak in diplomat, ki je pomagal Avstriji leta 1920 v društvo narodov |
| 942 Romilda        | 1920 HW        | Sveta Romilda, ki goduje 25. marca [H] |
| 943 Begonia        | 1920 HX        | rod]] rastlin in rož z imenom Begonia [H] |
| 944 Hidalgo        | 1920 HZ        | Miguel Hidalgo, oče neodvisnosti Mehike, kamor so leta 1923 odpotovali nemški astronomi zaradi opazovanja Sončevega mrka [H] |
| 945 Barcelona      | 1921 JB        | Barcelona, Španija, rojstni kraj odkritelja in kraj odkritja asteroida [H] |
| 946 Poësia         | 1921 JC        | Poësia, boginja pesništva [H] |
| 947 Monterosa      | 1921 JD        | Monterosa, ime ladje, ki jo je uporabljala Univerza Hamburg za svoja potovanja na Severno morje [H] |
| 948 Jucunda        | 1921 JE        | Jukunda iz Nikomedije, iz zbirke življenjepisov svetnikov (goduje 25. novembra) [H] |
| 949 Hel            | 1921 JK        | Hel, boginja iz nordijske mitologije |
| 950 Ahrensa        | 1921 JP        | družina Ahrens, odkriteljevi prijatelji [H] |
| 951 Gaspra         | 1916 S45       | Gaspra, Ukrajina [H] |
| 952 Caia           | 1916 S61       | oseba v romanu Quo Vadis Henryka Sienkiewicza [H] |
| 953 Painleva       | 1921 JT        | Paul Painlevé, francoski matematik [H] |
| 954 Li             | 1921 JU        | Lina Alstede Reinmuth, žena odkritelja [H] |
| 955 Alstede        | 1921 JV        | Lina Alstede Reinmuth, žena odkritelja [H] |
| 956 Elisa          | 1921 JW        | Elisa Reinmuth, mati odkritelja [H] |
| 957 Camelia        | 1921 JX        | rod]] cvetočih rastlin z imenom Camellia [H] |
| 958 Asplinda       | 1921 KC        | Bror Ansgar Asplind, švedski astronom [H] |
| 959 Arne           | 1921 KF        | sin švedskega astronoma Brora Ansgarja Asplinda [H] |
| 960 Birgit         | 1921 KH        | hčerka švedskega astronoma Brora Ansgarja Asplinda |
| 961 Gunnie         | 1921 KM        | hčerka švedskega astronoma Brora Ansgarja Asplinda |
| 962 Aslög          | 1921 KP        | Aslög, ženska iz nordijske mitologije [H] |
| 963 Iduberga       | 1921 KR        | Sveta Iduberga (Sveta Ida iz Nivellesa), ki goduje 28. junija [H] |
| 964 Subamara       | 1921 KS        | latinski izraz za 'zelo grenak' (nanaša se na pogoje opazovanja na Observatoriju Dunaj |
| 965 Angelica       | 1921 KT        | Angelica Hartmann, okriteljeva žena [H] |
| 966 Muschi         | 1921 KU        | vzdevek žene nemškega astronoma Walterja Baadeja, ki je asteroid odkril [H] |
| 967 Helionape      | 1921 KV        | grška oblika imena Adolfa Ritterja von Sonnenthala, avstrijskega igralca [H] |
| 968 Petunia        | 1921 KW        | rod cvetočih rastlin z imenom Petunia [H] |
| 969 Leocadia       | 1921 KZ        | žensko rusko žensko ime [H] |
| 970 Primula        | 1921 LB        | rod rož z imenom Primula [H] |
| 971 Alsatia        | 1921 LF        | Alzacija, Francija; odkritelj ga je najprej imenoval "Alsace", toda Računski institut je ime spremnil v latinsko obliko "Alsatia" [H] |
| 972 Cohnia         | 1922 LK        | Fritz Cohn, nemški astronom [H] |
| 973 Aralia         | 1922 LR        | rod bršljanom podobnih rastlin z imenom Aralia [H] |
| 974 Lioba          | 1922 LS        | Sveta Lioba (Lioba von Tauberbischofsheim), ki goduje 21. decembra [H] |
| 975 Perseverantia  | 1922 LT        | stanovitnost, lastnost, ki so jo posmrtno pripisovali odkritelju, avstrijskemu astronomu Johannu Palisi [H] |
| 976 Benjamina      | 1922 LU        | odkriteljev sin [H] |
| 977 Philippa       | 1922 LV        | baron Philippe de Rothschild, francoski finačnik [H] |
| 978 Aidamina       | 1922 LY        | Aida Minaievna, prijateljica odkriteljeve družine [H] |
| 979 Ilsewa         | 1922 MC        | Ilse Waldorf, znanka odkritelja [H] |
| 980 Anacostia      | 1921 W19       | Anacostia, Washington, in bližnja reka Anacostia (reka) [H] |
| 981 Martina        | 1917 S92       | Henri Martin, francoski revolucionar [H] |
| 982 Franklina      | 1922 MD        | John Franklin Adams, britanski astronom in zvezdni kartograf [H] |
| 983 Gunila         | 1922 ME        | Sveta Gunila, ki goduje 9. novembra [H] |
| 984 Gretia         | 1922 MH        | svakinja nemškega astronoma Albrechta Kahrstedta [H] |
| 985 Rosina         | 1922 MO        | Sveta Rosina, ki goduje 19. julija [H] |
| 986 Amelia         | 1922 MQ        | žena odkritelja [H] |
| 987 Wallia         | 1922 MR        | Sveta Wallia, ki goduje 13. oktobra [H] |
| 988 Appella        | 1922 MT        | Paul Émile Appell, francoski astronom [H] |
| 989 Schwassmannia  | 1922 MW        | Arnold Schwassmann, nemški astronom [H] |
| 990 Yerkes         | 1922 MZ        | Observatorij Yerkes, kjer je bil asteroid odkrit [H] |
| 991 McDonalda      | 1922 NB        | Observatorij McDonald, Teksas, prvotno poimenovan po teksaškem bankirju Williamu Johnsonu McDonaldu [H] |
| 992 Swasey         | 1922 ND        | Ambrose Swasey, ameriški dobrotnik, z Worcesterjem Reedom Warnerjem je soustanovitelj firme Warner & Swasey Company, ki je izdelovala astronomske teleskope in ostale natančne naprave, vključno z 82 palčnim reflektorskim teleskopom na Obseravtoriju McDonald. Univerzi Case Western sta podarila tudi svoj observatorij, ki je pozneje dobil ime Observatorij Warner in Swasey. [H] |
| 993 Moultona       | 1923 NJ        | Forest Ray Moulton, ameriški astronom in matematik [H] |
| 994 Otthild        | 1923 NL        | Sveta Otilda, ki goduje 2. julija [H] |
| 995 Sternberga     | 1923 NP        | Pavel Karlovič Šternberg, ruski astronom [H] |
| 996 Hilaritas      | 1923 NM        | zadovoljstvo, lastnost, ki so jo posmrtno pripisovali odkritelju avstrijskemu astronomu Johannu Palisi [H] |
| 997 Priska         | 1923 NR        | Sveta Priska (Priscilla), ki goduje 18. januarja [H] |
| 998 Bodea          | 1923 NU        | nemški astronom Johann Elert Bode, [H] |
| 999 Zachia         | 1923 NW        | Franz Xaver von Zach, nemški astronom [H] |
| 1000 Piazzia       | 1923 NZ        | italijanski astronom Giuseppe Piazzi, [H] |